# Jan O. Pedersen
Jan O. Pedersen, född 1962 i Danmark, är en speedwayförare.
Han utklassade sina konkurrenter när han vann VM-finalen 1991 på Ullevi. Året efter kraschade han så illa att karriären var över.